# 脱走遊戯
『脱走遊戯』（だっそうゆうぎ、Jail Breakers）は、1976年の日本映画。主演：千葉真一、監督：山下耕作、製作：東映、カラー・シネマスコープ、93分。

## 解説
刑務所から囚人を脱獄させる“脱獄仕掛人”に千葉真一が扮し、その活躍を描いた作品。出演する作品のジャンルが替わっても、東映から吹き替えに頼らずスタントすることを求められていた千葉は、軽業師のような“脱獄仕掛人”として、飛んでいるヘリコプターにぶら下げられた縄梯子に捕まりながら空中で囚人服から普通の洋服に着替え、並走するオープンカーにトラックから飛び移る、走行する霊柩車の底から後扉に這い上がり中へ入り込み、トラッククレーンにぶら下がり刑務所へ侵入、走行するトラックの荷台で格闘などを演じた。同業の“脱獄仕掛人”には鰐淵晴子・小沢栄太郎・垂水悟郎・郷鍈治らが配役され、それぞれ魅力的なキャラクターを好演。山下耕作は彼らの大胆緻密なブラックビジネスぶりを、八木正生の軽妙なジャズに乗せて演出した。

## ストーリー
死刑確定囚や無期懲役囚を多額の報酬で脱獄させる神木渡は、12歳の時に傷害事件で教護院に収容されて以来、脱獄を32回繰り返してきた。その刑期は延べ48年にもなり、今も刑務所に収監されているが、田所洪善率いる脱獄チームがある囚人を脱走させようとしていたのを利用し、自分が脱獄してしまう。田所は神木の腕前を見込んでチームへ加入させるが、ほどなく3000万円の仕事が舞い込んできた。

## キャスト
- 千葉真一 - 神木渡

- 鰐淵晴子 - 久世陽子
- 垂水悟郎 - 教授
- 郷鍈治 - ジョーズ
- 花澤徳衛 - 奥垣松夫
- 伊藤敏孝 - 蔵田吾郎
- 田中浩 - 松田
- 根岸一正 - サーカス
- ウイリー・ドーシー - ヴェトナム
- 汐路章 - 楊明徳
- 北村英三 - 関口勝春
- 中川三穂子 - 奥垣やよい
- 風間千代子 - 関口順子
- 松井康子 - 小泉看守
- 中村錦司 - 吉田
- 大木晤郎 - 荒川
- 野口貴史 - 海南刑務所の看守長
- 唐沢民賢 - 原本
- 志賀勝 - 水原
- 岡島艶子 - ヤエ
- 森みつる - トミ子
- 烏巣哲生 - 前川
- 山下義明 - 看守
- 笹木俊志 - 看守
- 高橋利道 - 宮崎
- 高橋健二 - 特警
- 古賀広文 - 看守
- 池守佐千彦 - 看守
- 木谷邦臣 - 看守
- 岩尾正隆 - 海南刑務所の看守 ※ノンクレジット
- 小沢栄太郎 - 田所洪善

- 配役不明 - 丸平峯子・太田優子・星野美恵子・吉沢高明・春田三三夫・吉岡靖彦

## スタッフ
- 監督 - 山下耕作
- 企画 - 佐藤雅雄・上阪久和
- 脚本家 - 高田宏治・大原清秀・関本郁夫
- 撮影 - 増田敏雄
- 美術 - 井川徳道
- 照明 - 金子凱美
- 録音 - 野津裕男
- 音楽 - 八木正生
- 編集 - 神田忠男
- 助監督 - 篠塚正秀
- 記録 - 石田照
- 装置 - 温井弘司
- 装飾 - 山田久司
- 背景 - 西村和比古
- 擬斗 - 上野隆三
- 美粧 - 長友初生
- 結髪 - 中村美千代
- スチール - 中山健司
- 衣裳 - 豊中健
- 演技事務 - 森村英次
- 進行主任 - 野口忠志
- 協力 - ジャパンアクションクラブ（JAC）

## 製作・公開
本作は「千葉真一主演でスティーブ・マックイーン的な『脱獄遊戯』をスポーティーに描く」、「脱獄が趣味という奴がどんな刑務所でも脱走するという変わった作品」という骨子で製作され、タイトルは『脱獄遊戯』から本題へ変更された。
国内興行では本作と『お祭り野郎 魚河岸の兄弟分』で併映される予定だったが、最終的には両作品を振り分け、別々に封切りしている。